# Iglesia evangélica Luterana en Baviera
La Iglesia evangélica Luterana en Baviera (ELKB) es una de las 20 diócesis de la Iglesia Evangélica en Alemania (EKD). Tiene su sede en Múnich, y es, como todas las diócesis alemanas, una corporación de derecho público.